# Kryva Hora
Kryva Hora (ukrajinsky Крива Гора, v překladu do češtiny Ohnutá hora) je bývalá vesnice na Ukrajině, která byla vysídlena v důsledku Černobylské havárie. Obec se nachází v Vyšhorodském rajóně Kyjevské oblasti, na levém břehu řeky Pripjať.
Od severu je Kryva Hora obklopena horou ve tvaru podkovy a odtud pochází název obec. V roce 1886 obec obývalo 246 obyvatel. V roce 1900 ve vlastnické vesnici (náleželo Sergeji Čeliščevu) žilo 310 obyvatel a bylo zde 64 domů. Byla zde v provozu škola, kde se učilo gramotnosti. Byla zde kovárna a větrný mlýn. Rolníci se zabývali zemědělstvím a plavením dřeva po řekách Dněpr a Pripjať. Vesnice podléhala Černobylské farnosti Rodomylské gubernie. Do Černobylské havárie byla součástí struktury Černobylského rajónu, přibližně do roku 1970 bylo centrem zastupitelstva obce.
Z historie měst a vesnic Sovětského svazu: "Kryva Hora – vesnice, centrum venkovské rady umístěné 9 kilometrů od centra rajónu a 5 kilometrů od železniční stanice Pripjať. Populace – 485 obyvatel. Vesnické radě podřízeno obyvatelstvo místa Starosel'je. Na území Kryvé Hory je rozmístěna posádka sovchozu «Припятский». Ve vesnici je osmiletá škola, klub a knihovna. V průběhu 2. světové války byla vesnice zcela vypálena nacisty. 35 obyvatel – válečných veteránů bylo oceněno vládním vyznamenáním. (Údaje z roku 1968)
Během války stalinistické sabotážní skupiny vyprovokovali ve vesnici občanskou válku, kde trpěli především civilní občané.
Později bylo obecní zastupitelstvo (selsovět) zrušeno a vesnice byla do roku 1986 podřízena Zimovišenskému selsovětu. Krátce před havárii Černobylu žilo ve vesnici 300 obyvatel. Po havárii byli obyvatelé přesídleni do vesnic Lukaši a Rudnickoje v Brovarském (dříve Baryševském) rajóně. Vesnice byla vyřazena z evidence v roce 1999.